# Parapallene avida
Parapallene avida là một loài nhện biển trong họ Callipallenidae. Loài này thuộc chi Parapallene. Parapallene avida được miêu tả khoa học năm 1973 bởi Stock.